# Сартык
Сартык — село в Мамадышском районе Татарстана. Входит в состав Никифоровского сельского поселения.

## География
Находится в центральной части Татарстана на расстоянии приблизительно 33 км на запад-северо-запад по прямой от районного центра города Мамадыш.

## История
Известно с 1619 года как Пустошь Сартик, упоминалось также как Салтыкова. Мечеть была уже в начале XX века.
В «Списке населенных мест по сведениям 1859 года», изданном в 1866 году, населённый пункт упомянут как казённая деревня Сартык 1-го стана Мамадышского уезда Казанской губернии. Располагалась по речке Артыше, по левую сторону Казанского почтового тракта, в 35 верстах от уездного города Мамадыша и в 36 верстах от становой квартиры во владельческом селе Кукмор (Таишевский Завод). В деревне, в 50 дворах жили 441 человек (224 мужчины и 217 женщин), была мечеть.

## Население
Постоянных жителей было: в 1782 - 69 душ мужского пола, в 1859 - 444, в 1897 - 757, в 1908 - 840, в 1920 - 891, в 1926 - 746, в 1949 - 659, в 1958 - 576, в 1970 - 562, в 1979 - 452, в 1989 - 260, в 2002 году 191 (татары 98%), в 2010 году 161.